# Československá basketbalová liga 1986/1987
1. basketbalová liga 1986/1987 byla v Československu nejvyšší ligovou basketbalovou soutěží mužů, v ročníku 1. ligy hrálo 12 družstev. Zbrojovka Brno získala 18. titul mistra Československa, NHKG Ostrava skončil na 2. místě a Inter Bratislava na 3. místě. Basketbalová 1. liga byla rozšířena na 12 mužských družstev. Do ligy se vrátil přímý postup a sestup. Z ligy sestoupila dvě družstva: nováček Lokomotiva Děčín a Slávia SVŠT Bratislava. Další nováček Baník Prievidza skončil na 6. místě.
Konečné pořadí:
1. Zbrojovka Brno (mistr Československa 1987) - 2. NHKG Ostrava - 3. Inter Bratislava - 4. Chemosvit Svit - 5. Dukla Olomouc - 6. Baník Prievidza - 7. Sparta Praha - 8. VŠ Praha - 9. Slávia VŠD Žilina - 10. RH Pardubice - další 2 družstva sestup z 1. ligy: 11. Lokomotiva Děčín - 12. Slávia SVŠT Bratislava

## Systém soutěže
Všech dvanáct družstev hrálo dvoukolově každý s každým (zápasy doma - venku), každé družstvo odehrálo 22 zápasů. Po základní části se družstva rozdělila na dvě skupiny (1.-6., 7.-12.), v nichž hrála podle pořadí dva turnaje. Ze skupiny o 1.-6. místo. pro první 4 družstva následovalo play-off. Finále se hrálo na tři vítězná utkání. Druhá polovina (7.- 12. místo) hrála o konečné umístění a o sestup.

## Tabulka základní část 1986/1987
| Poř. | Tým                    | Z  | V  | P  | Skóre     | Body | Kon. pořadí |
| ---- | ---------------------- | -- | -- | -- | --------- | ---- | ----------- |
| 1.   | Zbrojovka Brno         | 32 | 28 | 4  | 3066:2586 | 60   | 1. místo    |
| 2.   | Inter Bratislava       | 32 | 22 | 10 | 3021:2826 | 54   | 3. místo    |
| 3.   | NHKG Ostrava           | 32 | 20 | 12 | 2919:2814 | 52   | 2. místo    |
| 4.   | Chemosvit Svit         | 32 | 19 | 13 | 2720:2676 | 51   | 4. místo    |
| 5.   | Dukla Olomouc          | 32 | 12 | 12 | 2670:2670 | 47   |             |
| 6.   | Baník Prievidza        | 32 | 13 | 19 | 2763:2739 | 45   |             |
|      |                        |    |    |    |           |      |             |
| 7.   | Sparta Praha           | 32 | 17 | 15 | 2725:2644 | 49   |             |
| 8.   | VŠ Praha               | 32 | 17 | 15 | 2634:2672 | 49   |             |
| 9.   | Slávia VŠD Žilina      | 32 | 16 | 16 | 2737:2632 | 48   |             |
| 10.  | RH Pardubice           | 32 | 16 | 16 | 2690:2677 | 48   |             |
| 11.  | Lokomotiva Děčín       | 32 | 7  | 25 | 2608:3002 | 39   |             |
| 12.  | Slávia SVŠT Bratislava | 32 | 2  | 30 | 2083:2698 | 34   |             |

## Play off 1986/1987
- Semifinále:
  - Zbrojovka Brno - Chemosvit Svit 2:0 (93:72, 97:82)
  - Inter Bratislava - NHKG Ostrava 0:2 (65:92, 76:82)
- o 3. místo: Inter Bratislava - Chemosvit Svit 2:0 (76:68, 74:72)
- Finále: Zbrojovka Brno - NHKG Ostrava 3:0 (111:74,99:90, 94:90)

## Sestavy (hráči, trenéři) 1986/1987
- Zbrojovka Brno: Vlastimil Havlík, Kamil Brabenec, Leoš Krejčí, Josef Jelínek, Jiří Okáč, Jiří Jandák, Jan Svoboda,Martin Hanáček, Šibal, Lupač, Harásek, Ondroušek. Trenér Zdeněk Bobrovský.
- NHKG Ostrava: Zdeněk Böhm, Gerald Dietl, Martin Brázda, Dušan Medvecký, Kamil Novák, Kovář, Wrobel, Kocian, Fajta, Vass, Zlámal, Neuwirth, Dínuš. Trenér Zdeněk Hummel
- Internacionál Slovnaft Bratislava: Oto Matický, Juraj Žuffa, Richard Petruška, Ľudovík Kristiník, T. Michalík, Kratochvíl, Chromej, Černický, Kubrický, Jakabovič, Bošňák, Procházka. Trenér J. Meszároš
- Chemosvit Svit: Jaroslav Skála, Gustáv Hraška, Igor Vraniak, Štefan Svitek, Miloš Pažický, Benický, Žídek, Seman, Vraniak, Žudel, Bule, Kukla. Trenér Š. Vass
- Dukla Olomouc: Dušan Lukášik, Stanislav Votroubek, Pavel Pekárek, Josef Šťastný, Orgler, Váňa, Pavelka, S. Petr, Kofroň, Huss, V. Krejčí, Musil, Pekár, Koreň, Uberal. Trenér V. Dzurilla
- Baník Prievidza: Jaroslav Kraus, Varga, Stopka, Krivošík, P.Jančura, Urban, Kurčík, Nečas, Knob, Bárta, Bubeník, Rplfes, Hrubina. Trenéři J. Kostka
- Sparta Praha: Vladimír Vyoral, Adolf Bláha, Libor Vyoral, Ivan Beneš, Zdeněk Douša, Josef Hájek, Lubomír Lipold, Petr Řihák, Jiří Brůha, M. Bakajsa, Josef Petržela, Hynek Cimoradský, J. Žákovec, R. Daneš, M. Haš, J. Nečásek, Hendrych. Trenér Lubor Blažek
- VŠ Praha: Václav Hrubý, Vlastibor Klimeš, Petr Treml, Jaromír Geršl, Bříza, Štybnar, Jiří Šťastný, Dvořák, P. Hartig, Marko, Bašta, Krbec, Jan Zídek, Mudroch. Trenér Jiří Zídek
- Slávia VŠD Žilina: Jozef Michalko, Mašura, Bystroň, Jonáš, Nerad, Cieslar, Kňaze, Topolský, I. Jančura, Šplíchal, L. Vilner, Petrák, Rybár, Brokeš, Štefek. Trenér B. Iljaško
- RH Pardubice: Michal Ježdík, Jaroslav Kantůrek, Miloš Kulich, Karel Forejt, Jiří Voltner, Jašš, Uhnák, Kolář, Vaněček, Zbyněk Zikuda, Bacík, František Burgr, Slawisch, Lovík, Barták. Trenér Jan Skokan
- Lokomotiva Děčín: Ladislav Rous, P. Raška, Kůrka, Michálek, O. Svoboda, Bendák, Brečka, J. Hartig, Král, Wolf, M. Šťastný, B. Kubík, Z. Kubík, Bílý, Kozel. Trenér J. Němec
- Slávia SVŠT Bratislava: Prokopčák, Hajduk, Halahija, Dorazil, Považanec, Bubák, Mikuláš, Krátky, Faith, Sagula, Doležaj, Patsch, Marek, Fratrič, Černoušek, Greschner. Trenér Rudolf Stanček

## Zajímavosti
- Mistrovství světa v basketbalu mužů 1986 (Madrid), Španělsko, v červenci 1986. Konečné pořadí: 1. USA, 2. Sovětský svaz, 3. Jugoslávie. Družstvo mužů Československa se nekvalifikovalo.
- Mistrovství Evropy v basketbale mužů 1987 se konalo v červnu v Řecku Athény. Mistrem Evropy bylo Řecko, Sovětský svaz na 2. místě a Jugoslávie na 3. místě. Na 8. místě skončilo Československo, které hrálo v sestavě: Stanislav Kropilák 118 bodů /8 zápasů, Kamil Brabenec 92 /8, Josef Jelínek 91 /7, Oto Matický 88 /8, Vlastimil Havlík 86 /7, Juraj Žuffa 66 /8, Jiří Okáč 64 /8, Jaroslav Skála 34 /6, Štefan Svitek 28 /8, Peter Rajniak 20 /4, Leoš Krejčí 18 /6, Jozef Michalko 5 /2, celkem bodů 710 v 8 zápasech (2-6). Trenér: Pavel Petera.
- Zbrojovka Brno v Poháru evropských mistrů 1986/87 hrála 4 zápasy (1-3, 367-407), vyřazena ve 1. kole od Real Madrid (70-82, 91-132).
- NHKG Ostrava v Poháru vítězů pohárů 1986/87 hrála 10 zápasů (4-6, 845-849), 4. místo ve čtvrtfinálové skupině A (1-5 447-583): CSKA Moskva (70-89, 77-103), Joventut Badalona, Španělsko (89-110, 64-98), ASVEL Villeurbanne Lyon, Francie (83-77, 64-106).
- Vítězem ankety Basketbalista roku 1986 byl Vlastimil Havlík.
- „All Stars“ československé basketbalové ligy - nejlepší pětka hráčů basketbalové sezóny 1986/87: Oto Matický, Vlastimil Havlík, Kamil Brabenec, Juraj Žuffa, Jiří Okáč.